# Directiva de las 65 horas
La Directiva de las 65 horas fue un acuerdo aprobado por mayoría cualificada de los ministros de Trabajo del Consejo Europeo el 10 de junio de 2008 mediante el cual se pretendía modificar la Directiva de Tiempo de Trabajo de la Unión Europea y ampliar la jornada laboral de 48 horas semanales, hasta 65, siempre y cuando así lo acordasen el trabajador y el empresario, y con aplicación en toda la Unión, y que fue rechazada por el Parlamento Europeo el 17 de diciembre del mismo año.

## La propuesta
La directiva establecía la jornada laboral hasta las 60 horas, y de 65 horas en el caso de las guardias médicas, transportistas y pescadores, para quienes se pretende contabilizar como horas de descanso el tiempo que pasaran en el trabajo, incluso el no productivo.
Así, la semana de trabajo en la Unión Europea debía seguir teniendo 48 horas como máximo, pero en virtud de acuerdos individuales se permitiría que empresario y trabajador pudieran alargar la jornada hasta 60 horas semanales, calculadas como media durante un periodo de tres meses, e incluso hasta 65 horas en algunos colectivos especiales. Esta medida, pues, consagraría en toda la Unión el opt-out británico, asimilado en los círculos europeos y económicos a una presunta libertad de elección del trabajador.

### Opiniones favorables
La propuesta se tramitó bajo la presidencia de la Unión de Eslovenia, y tras la victoria electoral de Silvio Berlusconi en Italia que había desequilibrado los votos en torno a la medida, a la que se oponían el ex primer ministro Romano Prodi, junto a otros gobiernos como los de Francia o España.
La ministra eslovena de Trabajo, Marjeta Cotman, aseguró que el acuerdo alcanzado ofrecía "protección para los trabajadores y flexibilidad en la ordenación del tiempo de trabajo". John Hutton, ministro británico de Economía, indicó que este acuerdo aseguraba la libertad de los trabajadores para poder ganar más con más horas de trabajo, y que las empresas pudieran estar cubiertas durante periodos de mayor actividad, recordando que en el Reino Unido, donde existe una mayor flexibilidad laboral, el paro se mantenía en el 5% frente al 6,7% de media de los 27 miembros de la Unión. [cita requerida] En general, los que estaban a favor de la medida destacaban el efecto positivo que un aumento de la competitividad y de la flexibilidad laboral puede tener para la economía.

### Opiniones críticas
Entre los países más críticos con el proyecto se encontraban España, que se abstuvo en la votación, Bélgica, Chipre, Grecia y Hungría, y presentaron reservas asimismo Portugal y Malta. Los principales sindicatos europeos han expresado igualmente su rechazo.
La propuesta contó con la oposición de los sindicatos de trabajadores, además de los gobiernos de varios países de la Unión y de organismos internacionales, que señalaron como un recorte muy grave de los derechos sociales la medida. De forma general, la Organización Internacional del Trabajo señaló, con respecto a las ampliaciones de jornadas laborales en el mundo, que «las de menor duración tienen efectos positivos, incluyendo beneficios para la salud y la vida familiar, la reducción de accidentes en el lugar de trabajo, así como mayor productividad e igualdad entre los sexos». En concreto se indicaron como inconvenientes:
- La directiva contradecía las medidas que trataban la conciliación de la vida laboral con la vida personal y familiar.
- Atentaba contra la salud y la seguridad en el trabajo debido al incremento de la siniestralidad por falta de descanso de los trabajadores.
- Reducía los derechos laborales de las personas contratadas mediante empresas de trabajo temporal.
- Menor calidad de los servicios prestados, ya que trabajar más horas seguidas haría que se trabajara más cansado. En España, varios estudios revelaban que las guardias médicas sin libranza al día siguiente, lo que sería comparable a trabajar 12 o 13 horas cada día, perjudicaban la salud y elevaban el riesgo de cometer errores.[6]
- Una peor calidad de vida de los trabajadores, tal como señalaba el informe de 2005 de la revista Occupational and Environmental Health, al indicar que los trabajadores que hacen horas extras son un 61% más propensos a sufrir heridas o enfermedades independientemente de la edad o del sexo del empleado.[7]
- Baja rentabilidad económica de la propuesta ya que según la Organización Internacional del Trabajo (OIT), unos dos millones de personas mueren cada año en todo el mundo por accidentes laborales o enfermedades derivadas del trabajo, lo que genera un gasto equivalente al 4% de la riqueza del mundo. Si aumentar la jornada laboral haría crecer el número de accidentes, en consecuencia también sería mayor el gasto que éstos generarían,[8] y dudosa rentabilidad, pues incrementar la jornada laboral no conllevaría una mayor productividad en el puesto de trabajo, sino al contrario, según datos del euroindicador laboral de 2006.[9]

## El voto contrario del Parlamento Europeo
La directiva debía ser refrendada por el Parlamento Europeo. El eurodiputado socialista español Alejandro Cercas fue el autor del "informe Cercas", un informe del Parlamento sobre la directiva que contenía una serie de enmiendas cuya aprobación por mayoría absoluta el 17 de diciembre de 2008 significó el rechazo del Parlamento a la polémica directiva.
Del conjunto de las votaciones, la fundamental fue sobre la exigencia de suprimir las opt-out y la jornada laboral de más de 48 horas en un plazo de 3 años que fue aprobada por 421 votos a favor, 273 en contra y 11 abstenciones.
Votaron en contra de la directiva los grupos socialista (incluyendo a los laboristas británicos, cuyo líder Gordon Brown era uno de los máximos defensores de la reforma) y de Izquierda Unitaria Europea y el Verde. Los grupos popular y liberal han votado divididos (los populares españoles votaron también en contra, junto con portugueses y griegos).
El resultado del voto contrario significa que se fijan 48 horas como máxima jornada laboral semanal, eliminando las cláusulas de no aplicación (opt-out) en un periodo de tres años que mantenían algunos países como el Reino Unido. No obstante, técnicamente se abrió un plazo de 90 días en el que el Consejo Europeo y el Parlamento debían buscar una fórmula de acuerdo, pero no se produjo, y la directiva de las 65 horas se rechazó.